# Jan Szmurło (prawnik)
Jan Mieczysław Szmurło (ur. 28 stycznia 1897 w Solwyczegodsku, zm. 1985 w Zakopanem) – polski działacz niepodległościowy i adwokat, kapitan artylerii rezerwy Wojska Polskiego, magister prawa.

## Życiorys
Urodził się 28 stycznia 1897 w Solwyczegodsku, w rodzinie Jana (1867–1952), lekarza, i Michaliny z Michałowskich (1870–1908).
W czasie I wojny światowej walczył w szeregach 4. baterii 1 pułku artylerii Legionów Polskich. Od 20 stycznia 1916 do wycofania Legionów Polskich z frontu wołyńskiego w październiku 1916 służył w polu. 4 kwietnia 1917 został wykazany we wniosku komendy 1 pułku artylerii do odznaczenia austriackim Krzyżem Wojskowym Karola. 9 grudnia 1919 jako podoficer byłych Legionów Polskich pełniący służbę w 8 pułku artylerii polowej został mianowany z dniem 1 grudnia 1919 podporucznikiem w artylerii. W czasie wojny z bolszewikami walczył na stanowisku oficera 4. baterii 8 pap. Jesienią 1921 został zdemobilizowany i przydzielony w rezerwie do macierzystego pułku w Płocku. 8 stycznia 1924 został zatwierdzony w stopniu porucznika ze starszeństwem z 1 czerwca 1919 i 720. lokatą w korpusie oficerów rezerwy artylerii. Posiadał wówczas przydział w rezerwie do 26 pułku artylerii polowej w Skierniewicach. 29 stycznia 1932 prezydent RP nadał mu stopień kapitana z dniem z 2 stycznia 1932 i 24. lokatą w korpusie oficerów rezerwowych artylerii. W 1934, jako oficer rezerwy pozostawał w ewidencji Powiatowej Komendy Uzupełnień Warszawa Miasto III i w dalszym ciągu posiadał przydział do 26 pułku artylerii lekkiej.
23 lutego 1924 został mianowany aplikantem sądowym w okręgu sądu apelacyjnego w Warszawie. W 1926 został przyjęty w poczet aplikantów adwokackich.
W 1930 został wykreślony z listy aplikantów adwokackich i przyjęty w poczet adwokatów. Praktykę adwokacką prowadził w Warszawie, początkowo razem z żoną przy ul. Emilii Plater 35, a następnie sam przy ul. Żurawiej 18.
Po II wojnie światowej był adwokatem w Zespole Adwokackim Nr 1 w Zakopanem.
Zmarł w 1985 w Zakopanem i został pochowany na cmentarzu parafialnym przy ul. Krupówki 1a (sektor N9, rząd 1, numer 9). W tym samym grobie została pochowana Janina Szmurło (1903–1992).
Był żonaty z Wandą Grażyną z Gałeckich (1899–1993), działaczką niepodległościową i adwokatem, z którą miał dwie córki: Hannę Jadwigę, ps. „Ania”, po mężu Zapendowską (1928–2019), łączniczkę w kwatermistrzostwie Grupy Kampinos i Grażynę Zofię, ps. „Grażynka” (ur. 1930), sanitariuszkę w szpitalu 1 Rejonu „Brzozów” (Legionowo) Obwodu VII „Obroża”.

## Ordery i odznaczenia
- Krzyż Niepodległości – 3 maja 1932 „za pracę w dziele odzyskania niepodległości”[23][1][24]
- Krzyż Walecznych[25]
- Srebrny Krzyż Zasługi – 13 czerwca 1939 „za zasługi na polu pracy społecznej”[26]